# 中華保釣協会
中華保釣協会（ちゅうかほちょうきょうかい　繁体字中国語: 中華保釣協會）は、2008年に設立された中華民国（台湾）の保釣民間団体。 この協会は、2008年11月9日に台北県永和市（現・新北市永和区）で設立された。その目的は、両岸の保釣運動の連携を強化し、台湾社会の尖閣諸島（中華民国での呼称は釣魚台）に対する主権意識の向上に努めることにある。 尖閣諸島は中華民国の領土であり、中国大陸と団結して日本の占領に反対すべきであることを主張し、尖閣諸島紛争の平和的解決を目指すとともに、毎年、尖閣諸島列島に登って主権を宣言することを目指す。会長は謝夢麟、CEOは黄锡麟。

## 経過
- 2008年11月9日、中華保釣協会成立。
- 2012年、全家福號（中国語版）事件。
- 2020年6月9日、日本の沖縄県石垣市が釣魚島の名前を変えようとしていることに対して、中華保釣協会や釣魚台教育協会、台湾釣魚台光復会など十数の団体が日本台湾交流協会台北事務所前に集まり、抗議を行ったが、日本台湾交流協会は職員を派遣して対応することもなく、抗議を受け入れることもなかった。台湾漁民が漁業権と主権を主張するために日本台湾交流協会の台北事務所に来たのは初めてのことだと、総指揮の詹澈（中国語版）は語った[1][2]。